# 超高溫消毒法

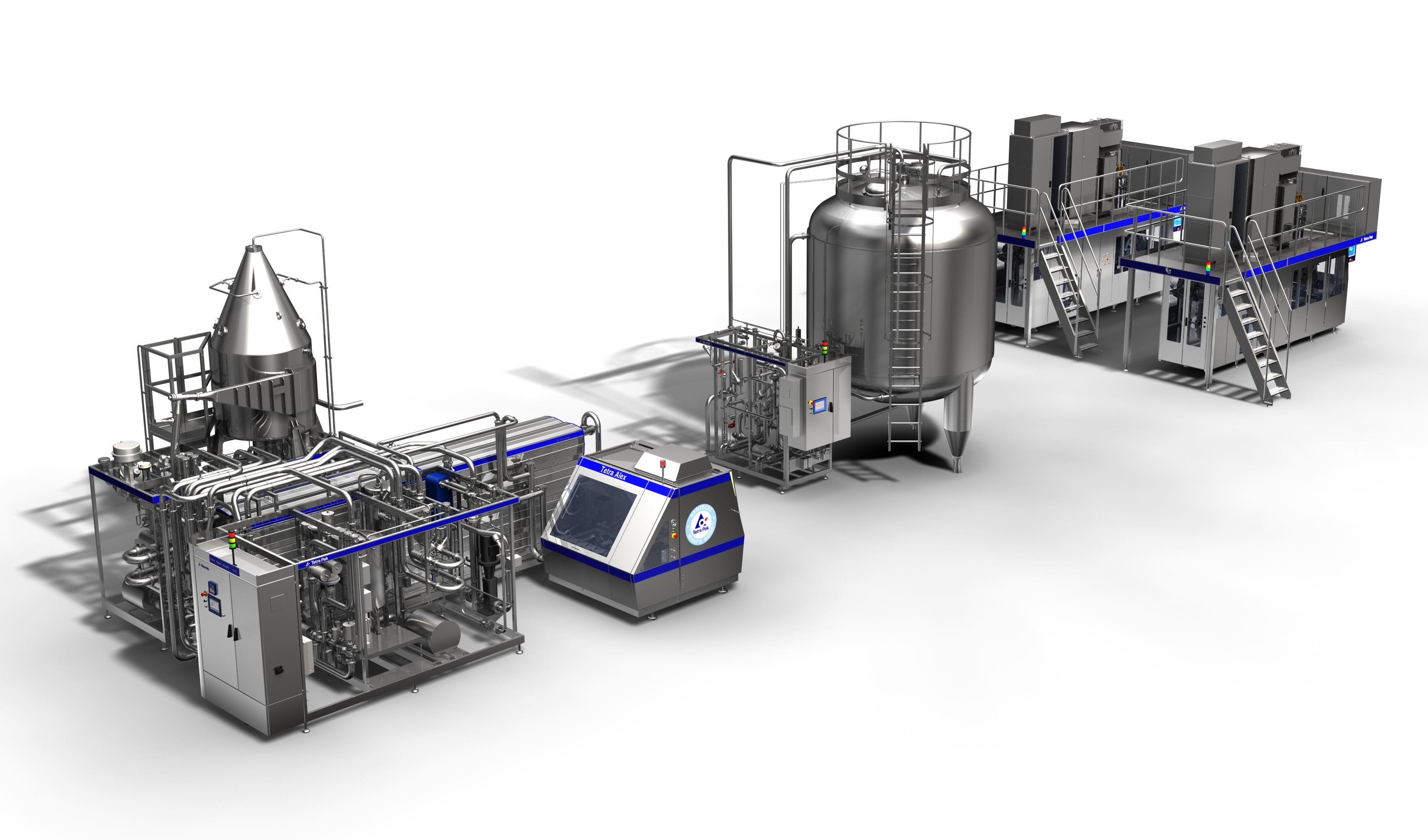
一条利乐包装的超高温灭菌消毒法生产线

超高溫消毒法（英語：Ultra-high-temperature processing、ultra-heat treatment，簡稱UHT，或ultra-pasteurization）是一種通過在極短時間內加溫為食物几乎滅菌的方法（用135~150°C加熱2~3秒）。這個溫度才能夠殺死殘留在牛奶中的芽孢。最常用這種方式來消毒的是牛奶，不過這種過程同樣運用於果汁、奶油、豆漿、優格、葡萄酒、湯、蜂蜜以及濃湯。這種消毒法在1960年代被發明，並於1970年代逐漸可行起來。

和传统的罐装食品工艺相比，UHT的加热时间更短，能够更好地保持风味。即使这样，UHT处理的温度也足够造成梅納反應，会改变乳品的风味和色泽。
经过UHT处理的牛奶储存在无菌容器中，在常温情况下有6—9个月的保质期。相比之下，使用更温和的高温短时间杀菌法（72 °C，十五秒）的牛奶只有两周的保质期。

## 历史
超高温消毒法是提供稳定、安全储存牛奶的热处理技术。第一个涉及间接连续加热（125℃持续6分钟）的系统于1893年制造，1912年另一种连续直接加热方法，即把蒸汽和牛奶混合加热到130~140℃，获得了专利。然而市场上没有无菌包装体系和存储的产品，所以这项技术当时实用性不佳，其发展一直停滞不前，直到1950代才有了转机。1953年，APV开创了蒸汽喷射技术，该技术通过特制的喷嘴（商品名:Uperiser）直接喷射蒸汽，快速加热牛奶，将牛奶包装到包装罐中。1960年代，APV推出了第一个商用蒸汽注入系统(商品名:Palarisator)
。在瑞典，利乐（Tetra Pak）在1952年推出了盒式纸包装技术，随着技术的进步，结合纸盒组装和无菌包装技术，开始在国际范围内推广，并在1960年代取得了商业突破。 在无菌加工中，普通罐装是将先将产品和包装合并在一起然后灭菌，再进行装罐，而利乐采用的是分体式灭菌，将产品和包装分开灭菌，最后在无菌环境下罐装。
在成功上诉至欧洲法院之后，英国议会通过了1983年《进口牛奶法》，该法案阻止了政府禁止进口超高温灭菌牛奶。1993年6月，帕玛拉特（Parmalat）将其超高温灭菌奶引入美国，在美国市场上，消费者对于饮用未经冷藏运送的牛奶感到不安，并且不愿购买。为了解决这个问题，帕玛拉特（Parmalat）将售卖的超高温灭菌乳装在老式容器中，不过这些牛奶无需放在冰箱中冷藏。超高温灭菌技术广泛的用于各种乳制品中，自2008年以超高温灭菌乳已经在波多黎各和韩国的美军基地中售卖，因为环境因素，超高温灭菌乳在波多黎各非常的流行。超高温灭菌乳可以作为巴氏消毒奶的替代品，特别在存储环境不佳的情况下，比如飓风过后可能会断电长达两周，在这个过程中，巴氏奶就会因为失去冷藏而腐败，但是超高温灭菌乳则不受影响。2008年，英国政府提议到2020年將90%的牛奶替换为超高温灭菌乳以减少冷藏耗电从而减少碳排放，然而受到英国乳业的反对，最终这一主张被废弃。

## 優點
- 沒有任何微生物。
- 即使置於室溫也能保存半年以上不變質。
- 便宜。

## 缺點
超高溫消毒法对于牛奶中大部分的营养成分没有影响，但会让部分热敏感的维生素（主要是叶酸，维生素C和B族维生素）损失10%-20%，抗人類輪狀病毒抗體幾乎消失。
另外在保存期中，牛奶中的维生素会进一步损失（保存期末损失可能高达40%-50%）
超高溫消毒法造成牛奶原味的損失也大於保久乳和經巴斯德消毒法消毒的鮮奶。

## 註腳
1. 1 2  . University of Guelph, Department of Dairy Science and Technology.   [2008-01-07]. （原始内容存档于2008-01-12）.
2. ↑  Elliott, Valerie. . London: The Times. 2007-10-15  [2008-04-03]. （原始内容存档于2020-06-01）.
3. ↑  Clare, D.A.; W.S. Bang; G. Cartwright; M.A. Drake; P. Coronel; J. Simunovic. . Journal of Dairy Science. 1 December 2005, 88 (12): 4172–4182. PMID 16291608. doi:10.3168/jds.S0022-0302(05)73103-9 .
4. ↑   (PDF). SPX Flow Technology: 16.   [2019-12-21]. （原始内容 (PDF)存档于2018-06-19）.
5. ↑  Chavan, R. S.; Chavan, S. R.; Khedkar, C. D.; Jana, A. H. . Comprehensive Reviews in Food Science and Food Safety. 2011, 10 (5): 251–268. doi:10.1111/j.1541-4337.2011.00157.x.
6. ↑  Kaye, Leon. . The Guardian. 2011-05-10  [2016-05-11]. （原始内容存档于2016-06-24）.
7. ↑  Jukes, D. J. . 2013-09-11  [2019-12-22]. ISBN 9781483182636. （原始内容存档于2019-01-16）.
8. ↑  Janofsky, Michael. . The New York Times. 1993-06-26  [2008-04-03]. （原始内容存档于2008-12-14）.
9. ↑  . scientificamerican.com.   [2019-12-22]. （原始内容存档于2019-12-22）.
10. ↑  . Deseret News.   [2008-04-03]. （原始内容存档于2013-01-21）.
11. ↑  . Farmers Guardian.   [2008-04-03]. 原始内容存档于2009-07-09.
12. ↑  Elliott, Valerie. . London: Times Online. 2007-10-15  [2008-04-03]. （原始内容存档于2011-08-13）.
13. ↑  .   [2016-03-27]. （原始内容存档于2016-04-08）.

## 延伸閱讀
- An article focusing on the negative aspects of UHT milk from the Weston A. Price Foundation （页面存档备份，存于）
- Milk in a Box.  From: Interesting Thing of the Day （页面存档备份，存于）